# Christian Gross
Christian Gross (født 14. august 1954) er en forhenværende schweizisk fodboldspiller og nuværende fodboldtræner.